# Кортни, Уильям, 2-й баронет
Сэр Уильям Кортни, 2-й баронет (англ. Sir William Courtenay, 2st Baronet; 11 марта 1676 — 6 октября 1735) — английский землевладелец, видный представитель девонширского дворянства и политик-тори.

## Происхождение

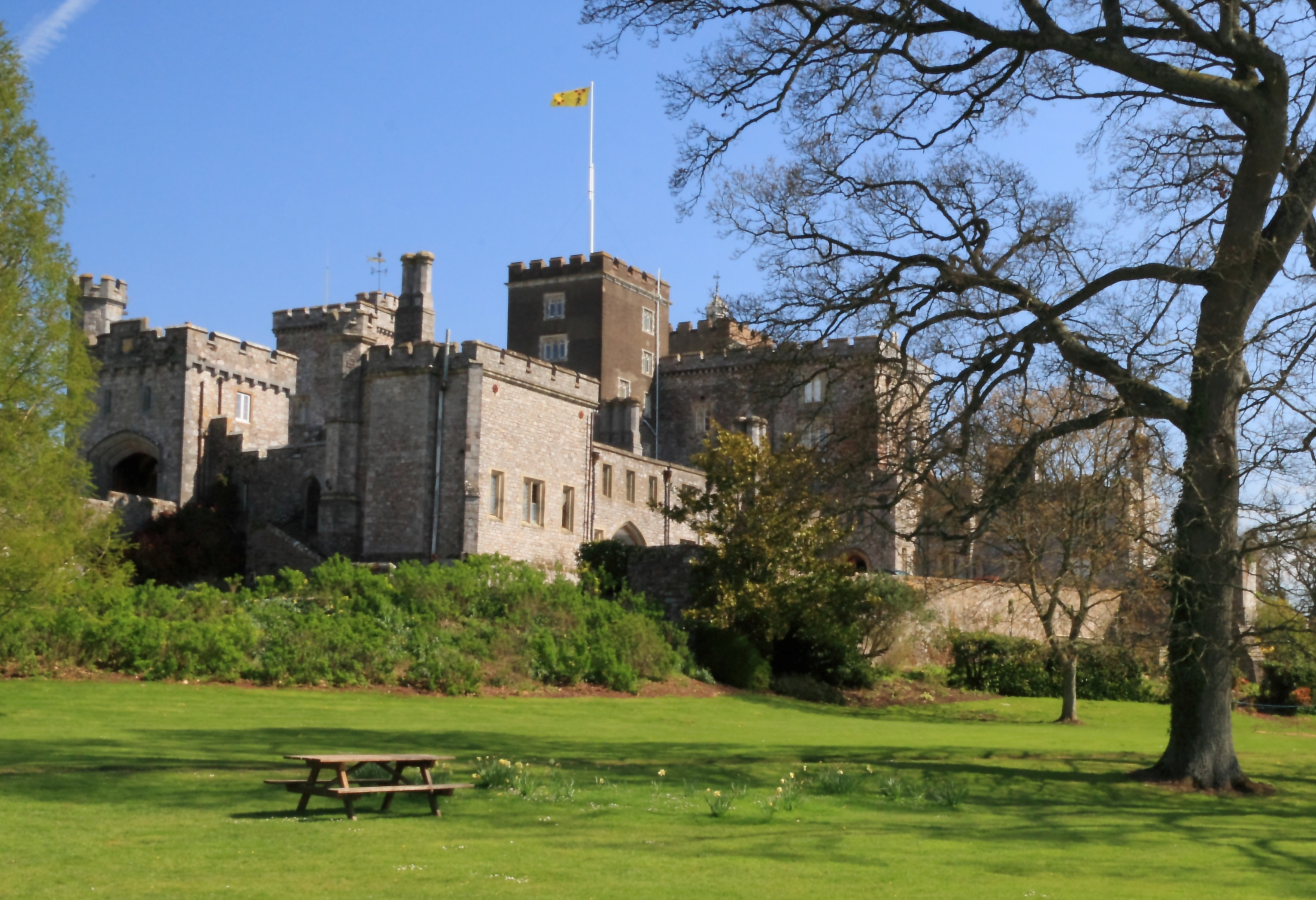
Замок Паудерем, графство Девон

Родился 11 марта 1676 года. Сын полковника Фрэнсиса Кортни (ок. 1650—1699), депутата Палаты общин от Девоншира (1689—1699), и его жены Мэри Бови, дочери Уильяма Бови (? — 1661) из аббатства Флаксли, Глостершир . Семья Бови имела нидерландское гугенотское происхождение .
Отец Кортни умер в 1699 году, опередив своего отца сэра Уильяма Кортни, 1-го баронета. Уильям Кортни унаследовал от деда в 1702 году титул баронета и поместье Паудерем.

## Карьера
Уильям Кортни заседал в Палате общин Англии от Девона (1701—1707) и в Палате общин Великобритании от Девона (1707—1710, 1712—1735)
В 1714—1716 годах лорд-лейтенант графства Девон.

## Смерть и наследие
Уильям Кортни скончался 6 октября 1735 года. Он распорядился, чтобы его тело было похоронено в северном проходе церкви Паудерема «возле памятника, воздвигнутого там». Он также пожелал, чтобы «мой душеприказчик (который был его племянником Уильямом Кортни (умер в 1735 году) из Паудерема) … пожертвовал и выделил сумму в пятьдесят фунтов на возведение памятника возле места погребения таким образом, как мой душеприказчик сочтет нужным». Ни один такой памятник не сохранился.
13 июля 1704 года он женился на леди Энн Берти (? — 31 октября 1718), дочери Джеймса Берти, 1-го графа Абингдона.
Среди его детей были:
- Уильям Кортни, 1-й виконт Кортни (11 февраля 1709 — 16 мая 1762), старший сын и преемник отца.
- Генри Реджинальд Кортни[англ.] (8 июня 1714 — 30 апреля 1763), депутат Палаты общин от Хонитона.
- Элеонора Кортни (? — 1765), она вышла замуж за Джона Фрэнсиса Бассета (1714—1757), члена парламента от Барнстейпла в 1740—1741 годах.

Более полный список его детей есть в приходских регистрах Паудерема, доступных через FindMyPast. (Мэри родилась в 1705 году, Уильям в 1706 году, Джеймс в 1707 году, Анна София в 1708 году, Уильям в 1709 году, Элеонора в 1710 году, Бриджит в 1712 году, Генри Реджинальд в 1714 году, Изабелла в 1716 году, Мэри в 1717 году, Элизабет в 1718 году, Перегрин в 1720 году). Перегрин, Анна София и Изабелла (жена Джона Эндрю из Эксетера) были упомянуты в акте от 2 мая 1765 года и зарегистрированы в Дублине.
В 1831 году Уильям Кортни, 2-й баронет, был признан Палатой лордов Великобритании де-юре 6-м графом Девоном.